# Антиной Фарнезе
„Антиной Фарнезе“ (на италиански: Antinoo Farnese) е мраморна скулптура, висока 200 см, датирана от II век, с неизвестен авто, изложена в Националния археологически музей в Неапол, Италия.

## История и Описание
Статуята е намерена при разкопките, поръчани от папа Павел III през втората половина на 16 век. Тя скоро намира място на входа на Галерия „Карачи“ в Палацо „Фарнезе“ в Рим. Около 1786 г. по заповед на крал Фердинанд IV ди Бурбон скулптурата  е прехвърлена от Рим в Неапол заедно с останалата скулптурна колекция на фамилия Фарнезе.
Скулптурата представлява момче с меланхолична привлекателност, с кръгло лице без брада, пълни бузи, чувствени устни и гъста къдрава коса. Изобразен е Антиной – любовника на император Адриан, след чиято мистериозна смърт императорът нарежда да бъдат създадени множество скулптури.
От същия период е и една друга скулптура от Колекция „Фарнезе“, представяща Антиной, в която младият човек е изобразен като Дионис, изложена в Националния археологически музей в Неапол.